# Patrimoine archéologique de la vallée de Lenggong
Le patrimoine archéologique de la vallée de Lenggong est un bien culturel du patrimoine mondial en Malaisie, inscrit en 2012. Il est situé dans l'État de Perak.
La vallée de Lenggong dans le district de Hulu Perak est le site du plus ancien lieu d'activité humaine connu de la péninsule et l'un des sites préhistoriques les plus importants de la Malaisie péninsulaire. De nombreuses grottes de la région de Lenggong ont révélé des preuves d'anciens humains ayant vécu et chassé dans cette région. Aujourd'hui, la vallée est une zone rurale, avec de petits kampongs (villages) entourés de végétation et de collines calcaires. 